# Боди-арт

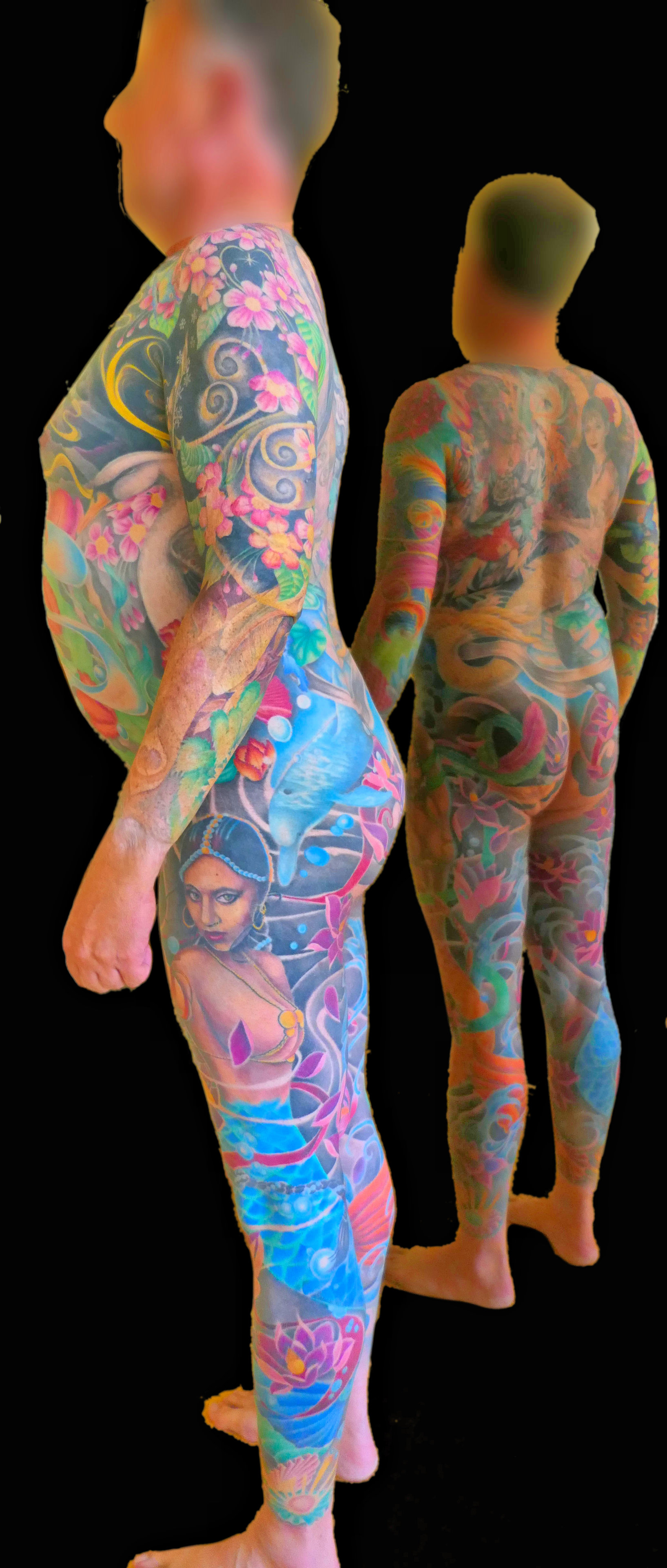
Боди-арт тела

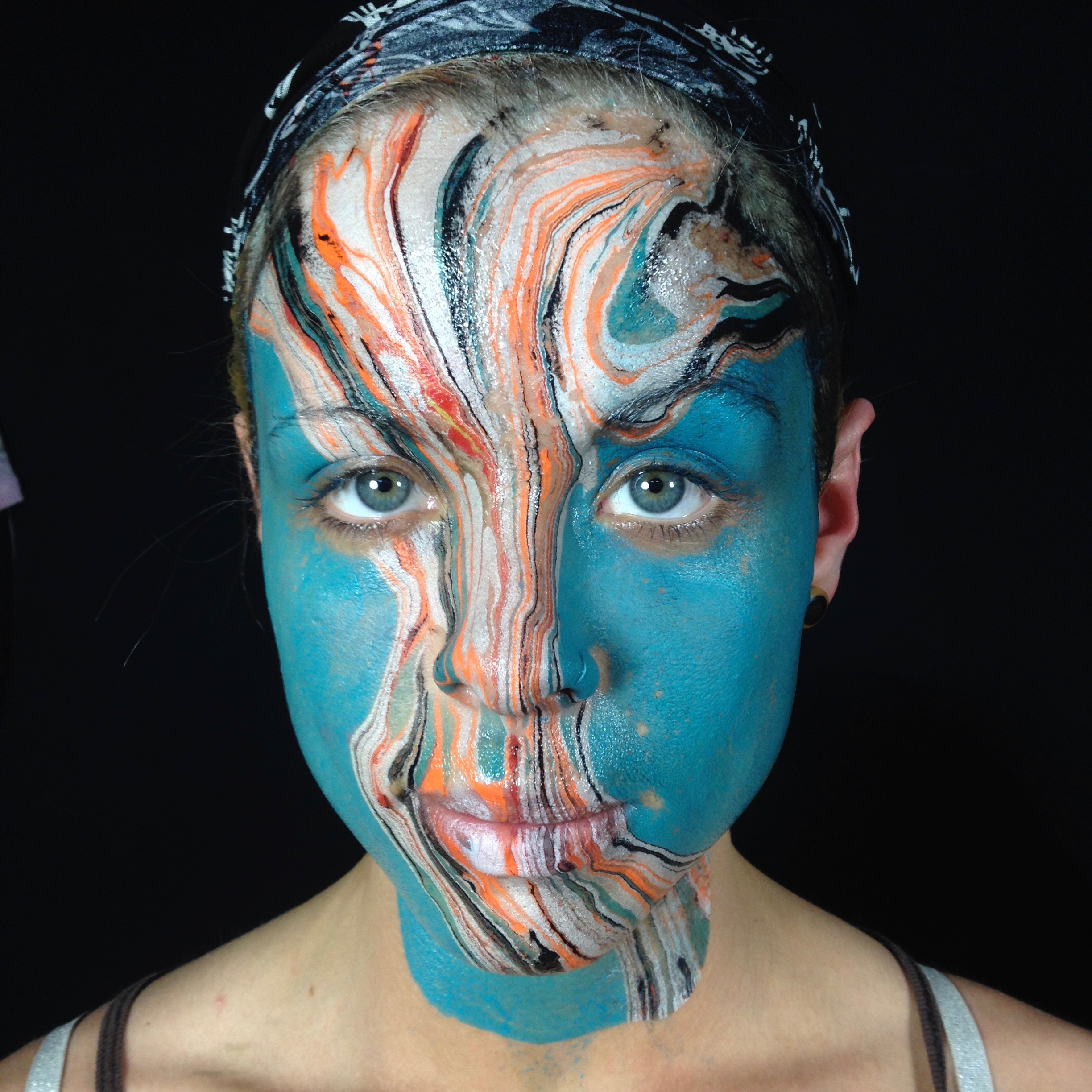
Боди-арт лица

Боди-арт (англ. body art «искусство тела») — одно из направлений авангардного искусства, сложившееся в 1960-е годы. Главным объектом боди-арта становится тело человека, а содержание раскрывается с помощью невербального языка: поз, жестов, мимики, нанесения на тело знаков, «украшений». Объектом боди-арта также могут выступать рисунки, фото, видео и муляжи тела. Развивалось в основном в русле перформанса и акционизма.
Тело рассматривается как вещь для манипулирования, повышенный интерес художники проявляют к пограничным экзистенциальным ситуациям. Композиции боди-арта разыгрываются прямо перед зрителем или записываются для последующей демонстрации в выставочных залах. Боди-арт повлиял на авангардную моду, проявившись в таких её элементах, как пирсинг, шрамирование, татуировка и т. п.
Среди представителей боди-арта можно отметить В. Аккончи, Б. Науман, Р. Шварцкоглер, К. Байден, Б. Маклин, Дж. Пане и др.

## История
Одни из первых в XX веке опыты в духе боди-арта относятся к 1910-м годам, когда русский футуризм в лице М. Ф. Ларионова провозгласил, что «пора искусству вторгнуться в жизнь» и что «раскраска лица — начало вторжения». Предлагая программу разного рода «раскрасок» и преобразований облика мужской и женской фигур, Ларионов реализовал эти идеи масочно-ряженного боди-арт применительно к себе и к своим товарищам. Разрисовав свои лица и превратив себя в живые художественные объекты, они вышли 14 сентября 1913 года на «футуристическую прогулку» по Кузнецкому мосту.
Начиная с 1960-х годов боди-арт начал интенсивно развиваться в Европе, как часть эстетической революции авангардизма, направленной против духовной косности общества, как противопоставление себя прежним и в особенности общепринятым традициям творчества, равно как и всем окружающим социальным стереотипам в целом.
Первый сеанс боди-арта в Советском Союзе, документированный западными журналистами, провёл в своей студии в Москве художник Анатолий Брусиловский. Статья с фотографиями перформанса была опубликована в итальянском журнале «Espresso» в декабре 1969 г.
В 1964 году в Вене первые манифестации — вызывающие нудистские акции Гюнтера Брюса и опыты Рудольфа Шварцкоглера, связанные с различными возможностями языка тела. Их американские последователи изучают взаимосвязи поэтического и телесного языка (Вито Аккончи), а также такие ракурсы телесности, как гримаса (Брюс Науман), царапина (Деннис Оппенгейм), порез (Л. Смит), укус (Вито Аккончи). О теле как объекте и средстве искусства, его основе размышляют французские теоретики и практики боди-арта — М. Журниак («Месса по телу», «Договор о теле»), Д. Пан, У. Лути, Ф. Плюшар.
Представители боди-арта использовали своё тело как материал или объект творчества, прибегая к разнообразным, подчас болезненным, манипуляциям: покрывали свои тела гипсом, надрезами, выполняли изнурительные дыхательные упражнения, жгли на себе волосы, Ж. Пан (Франция) публично причиняет себе боль, Крис Бёрден (США) побуждает своего друга выстрелить в него в выставочном зале, Р. Шварцкоглер (Австрия) по кусочку отрезает плоть модели, которая умирает от потери крови, что запечатлевается на фотоплёнку. «Роспись самого себя — преодоление самоистязание» и «бесконечно испробованное самоубиение», — так сформулировал крайний мазохистский, но типичный характер экспериментов боди-арта 1960—1970-х годов Гюнтер Брус, основавший вместе с Отто Мюлем и Германом Ничем, венскую группу «Актионисмус» (Aktionismus, 1964). В том же духе совершали свои акции боди-арт Вито Аккончи, Деннис Оппенгейм, Крис Бёрден, Джина Пина, Марина Абрамович, а в России, уже с 1980-х годов, — А. Жигалов и Н. Абалакова (арт-группа «ТОТАРТ»), а с 1990-х годов — О. Кулик, О. Мавроматти, художники школы Ю. Соболева (арт-группа «Запасный выход» царскосельской «Интерстудио»), Е. Ковылина, Лиза Морозова, М. Перчихина (Мышь).
Одновременно развивалось другое направление боди-арта, в котором тело художника становилось объектом гримировальных и костюмированных ряжений: начальные опыты такого рода относятся к середине 1930-х годов, а в 1960—1970-е годы подобные акции показывали англичане Гилберт и Джордж, а также Л. Онтани, Р. Хорст, Х. Вилке, П. Коттон, У. Лути, Ю. Клауке, Л. Кастелли, В. Трасов, П. Олешко, Р. и В. Герловины.

## Виды боди-арта

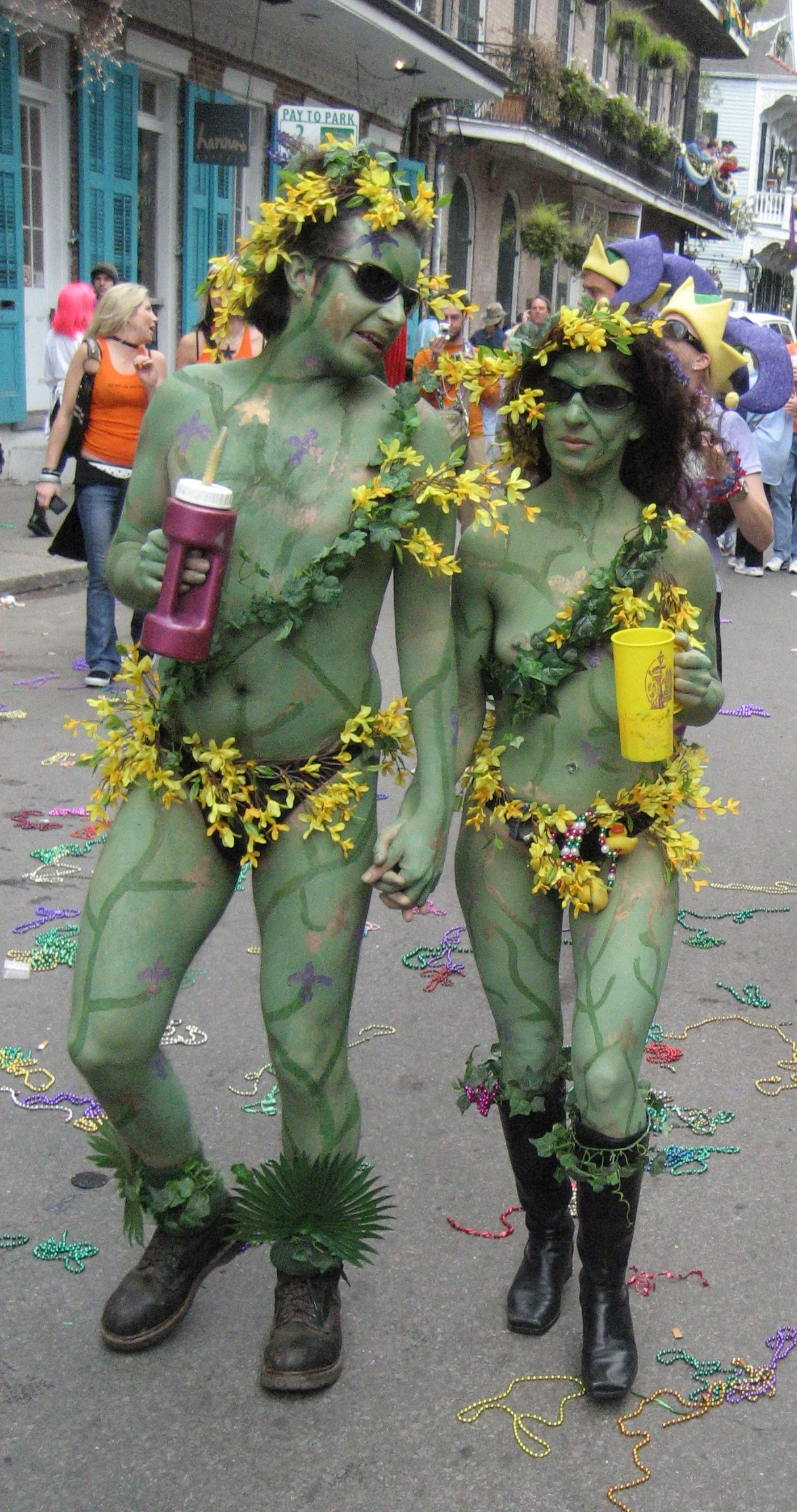

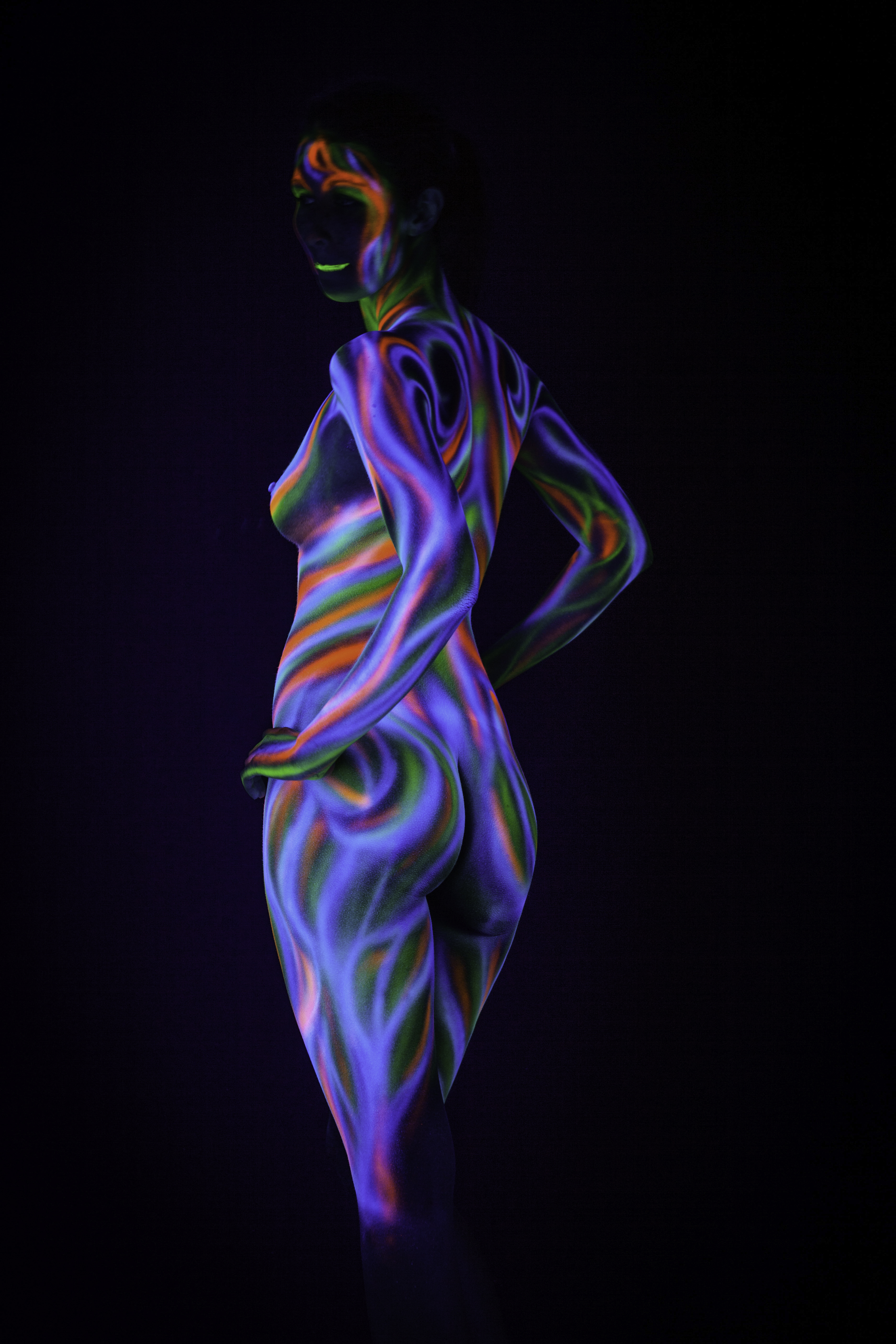
«Блэк-лайт бодипейнтинг» (использование красок для грима с флуоресцентными пигментами и освещение ультрафиолетовой лампой в темноте). Гримёр: Lynn Schockmel

- Роспись по телу, бодипейнтинг (англ. body painting) — это искусство рисования на теле. Это самый распространённый вид боди-арта, в котором основное место занимает рисование на лице (фейс-арт) и теле. Общеизвестен нейл-арт — роспись ногтей. Менди — роспись тела с использованием хны, самая долговечная — держится три недели.
- Татуирование (с полинезийского — «метка») — виды модификации кожи, заключающиеся во вживлении в слои кожи специального красящего пигмента. В отличие от росписи по телу, рисунок сохраняется на всю жизнь. Сюда относятся перманентный макияж, а также, например, косметический татуаж бельма.
- Пирсинг (англ. piercing — «прокол», «прокалывание дырок») — вдевание предметов в отверстия, сделанные с этой целью на теле или лице. Иногда к этому виду относят скайсы (накладки на зубы) и «глазные импланты» (накладки на белочную оболочку глаза).
- Шрамирование, скарификация, скарт (лат. scarifico — «царапаю») — специальное нанесение на тело шрамов, в законченном виде представляющих собой какой-либо рисунок или узор.
- Имплантация (лат. im — «внутрь» и лат. plantatio —- «сажаю») —- хирургическая операция вживления в ткани чуждых организму структур и материалов. Сюда относятся не только подкожные и другие имплантаты, но и распространённая операция по увеличению груди.
- Модификации тела (лат. modus — «мера, вид, образ» и лат. facio — «делаю») — внесение изменения в структуру тела — от «эльфийских ушей» и раздвоенного языка до ампутаций, деформаций, корсетирования.
- Самодемонстрация художника, этот вид представляет собой глубокое ответвление в постмодернизм.
  - Одна из наиболее известных работ Денниса Оппенгейма: художник лежал с книгой на груди под солнцем, пока его кожа, за исключением закрытой книгой, не загорела.
  - Вито Аккончи задокументировал при помощи фотографий и текста свои ежедневные упражнения: художник вставал на стул и спускался с него так долго, сколько мог, на протяжении нескольких месяцев.
  - Крис Бёрден чаще всего использовал своё тело как объект для насилия. В «Стрельбе» (1971) Бёрден попросил своего друга выстрелить в него таким образом, чтобы слегка задеть руку, в результате художник был серьёзно ранен. Большая часть работ Бёрдена была связана с физическим риском. В «Тихо сквозь ночь» художник медленно продвигался по битому стеклу. Во время «Kunst Kick» (1974) ассистент пинал тело художника, который скатывался на две-три ступеньки вниз по лестнице.
  - Группа «Венский акционизм» была создана в 1965 году Германом Ничем, Отто Мюль, Гюнтером Брюсом и Рудольфом Шварцкёглером. Они представили ряд акций, обычно затрагивающих социальные табу (такие как манипуляции с гениталиями).
  - Марина Абрамович представила «Rhythm O» в 1974 году. Публике была дана инструкция использовать «72 инструмента боли и наслаждения», включая ножи, перья и пистолет. Аудитория резала её, колола, расписывала губной помадой и снимала одежду. Перформанс продолжался шесть часов. Одна из её работ включала танец до изнеможения.

В настоящее время боди-арт распространен как одна из форм рекламы товара или услуги на выставках, презентациях и прочих мероприятиях.